# Flugplatz Cannes-Mandelieu

i7
i11
i13
Der Flughafen Cannes - Mandelieu (französisch Aéroport de Cannes - Mandelieu, IATA-Code: CEQ, ICAO-Code: LFMD) ist ein französischer Flughafen im Département Alpes-Maritimes in der Region Provence-Alpes-Côte d’Azur, rund sechs Kilometer westlich von Cannes.

## Geschichte
Der erste Flug auf dem Flugfeld in Cannes-Mandelieu fand 1905 statt. 1908 wurde der Aéroclub de Cannes gegründet, der dort Flüge durchführte. Der größere Flugplatz wurde 1928 in Betrieb genommen. Der Flughafen trägt ferner den Namen der Nachbarstadt von Cannes Mandelieu-la-Napoule, auf deren Gebiet er ebenfalls liegt.
Nach dem Zweiten Weltkrieg wurde er von den alliierten Truppen unter der Bezeichnung Advanced Landing Ground ALG Y-11 genutzt.

## Besonderheiten
Außer in Notfällen, in denen voraussichtlich die Sicherheit des Luftfahrzeugs beeinträchtigt wird, ist die Nutzung des Flugplatzes der Allgemeinen Luftfahrt und besonders dem Tourismus vorbehalten.

Untersagt ist die Nutzung des Flugplatzes
- durch Luftfahrzeuge, die gewerbliche Linienflugdienste durchführen,
- durch Luftfahrzeuge mit Turbojet-Triebwerken, die ein Höchstabfluggewicht von 35 Tonnen überschreiten,
- durch Luftfahrzeuge mit Propellerturbinen, die ein Höchstabfluggewicht von 22 Tonnen überschreiten,
- durch Luftfahrzeuge, die die in Kapitel 2, sowie Turbojet-Flugzeuge, die die im Kapitel 3 des ICAO Anhang 16 (Umweltschutz), Band 1 (Fluglärm), Teil 2 festgelegten Höchstwerte um eine kumulative Marge von höchstens 13 EPNdB (effektiv wahrgenommener Lärmpegel in dB) unterschreiten.